# Лаштоба, Фёдор Иванович
Лаштоба Фёдор Иванович (17 марта 1903, Шамово, Херсонская губерния — 24 июня 1971, Кривой Рог, Днепропетровская область) — советский руководитель в горнорудной промышленности. Депутат Верховного Совета СССР 1-го созыва. Первый в Кривбассе кавалер ордена Трудового Красного Знамени (1935).

## Биография
Родился 17 марта 1903 года в селе Шамово (Савовка) Корсуновской волости Александрийского уезда Херсонской губернии (ныне — в составе села Искровки Александрийского района Кировоградской области)
В 1924—1926 годах работал в совхозе «Весёлые Терны».
В 1926—1938 годах — лопатник, бурильщик, начальник участка шахты имени Ленина. В 1938 году окончил Днепропетровский хозяйственный институт. В 1938—1939 годах — управляющий рудоуправленем имени С. М. Кирова в Кривом Роге. В 1939—1940 годах — начальник треста «Октябрьруда». В 1940 году окончил Харьковскую промышленную академию. В 1940—1941 годах — начальник шахты имени Тельмана, начальник участка шахты имени Орджоникидзе. Депутат Криворожского городского совета.
С началом Великой Отечественной войны эвакуирован на Урал. В 1940—1941 годах — начальник отдела кадров Высокогорского рудоуправления треста «Уралруда», начальник группы шахт Липецкого рудоуправления, заместитель управляющего Дзержинским и Марганецким рудниками.
После освобождения Кривого Рога от немецко-фашистских захватчиков, возвратился в город. В 1944—1949 годах — управляющий рудоуправлением «Большевик». В 1949—1952 годах — управляющий Весёлотерновским буроугольным рудоуправлением. В 1952—1961 годах — заместитель управляющего рудоуправлением имени Розы Люксембург.
Участник стахановских слётов, нормы выполнял на 214,5 %. Депутат Верховного Совета СССР 1-го созыва в Совете Национальностей от Криворожского избирательного округа. Участник Парада Победы в Москве 24 июня 1945 года.
Умер 24 июня 1971 года в Кривом Роге.

## Награды
- дважды Орден Трудового Красного Знамени (1935,);
- Орден Ленина.

## Память
- Именем названа бывшая 2-я Жмеринская улица в Терновском районе Кривого Рога[5].